# Франциска Гільдебранд
Франциска Гільдебранд (нім. Franziska Hildebrand, 24 березня 1987, Кельн, Німеччина) — німецька біатлоністка, чемпіонка світу. Бере участь в етапах кубку світу з 2011 року. Свою першу особисту перемогу на етапах кубка світу здобула в австрійському Гохфільцені в спринтерській гонці другого етапу Кубка світу 2015—2016. Переможниця численних естафетних гонок у складі німецької збірної.

## Виступи на Чемпіонатах світу
| Рік  | Місце проведення     | ІН | СП | ПЕ | МС | ЕС |
| ---- | -------------------- | -- | -- | -- | -- | -- |
| 2012 | Рупольдінг           | —  | 29 | 47 | —  | —  |
| 2013 | Нове Место-на-Мораві | 51 | 13 | 17 | 22 | 5  |

## Загальний залік Кубку світу
- 2011–2012 — 23-е місце
- 2012–2013 — 27-е місце

## Виступи на юніорських чемпіонатах світу
| Рік  | Місце проведення | ІН  | СП | ПЕ | МС | ЕС |
| ---- | ---------------- | --- | -- | -- | -- | -- |
| 2006 | Преск-Айл        | DSQ | 10 | 7  | —  | —  |
| 2007 | Валь-Мартелло    | 6   | 22 | 14 | —  | 1  |
| 2008 | Рупольдінг       | 11  | 19 | 17 | —  | 1  |

## Виступи на Чемпіонатах Європи
| Рік  | Місце проведення    | ІН | СП  | ПЕ | МС | ЕС |
| ---- | ------------------- | -- | --- | -- | -- | -- |
| 2010 | Отепя               | 3  | DNF | —  | —  | 1  |
| 2011 | Ріднау-валь-Ріданна | 7  | 14  | 4  | —  | 3  |

## Статистика кубка світу
У таблиці наведено статистику виступів біатлоніста в Кубку світу.
- Місця 1–3: кількість подіумів
- Чільна 10: кількість фінішів у першій десятці
- В очках: кількість виступів, на яких біатлоніст здобував очки
- Старти: кількість стартів
- Естафета: включно зі змішаною

| Місця                     | Індивід. | Спринт | Персьют | Мас-старт | Естафета | Разом |
| ------------------------- | -------- | ------ | ------- | --------- | -------- | ----- |
| 1                         |          | 1      |         |           | 6        | 7     |
| 2                         |          | 1      |         |           | 2        | 3     |
| 3                         |          |        | 1       |           | 3        | 4     |
| Чільна 10                 | 7        | 9      | 5       | 4         | 16       | 41    |
| В очках                   | 10       | 34     | 22      | 14        | 16       | 96    |
| Стартів                   | 11       | 39     | 27      | 14        | 16       | 107   |
| Станом на: 11 грудня 2015 |          |        |         |           |          |       |